# Marí El
Mari-El, oficialment la República de Mari-El, és una república de Rússia. Es troba a la regió europea del país, al llarg de la riba nord del riu Volga, i forma part administrativament del Districte Federal del Volga. La república té una població de 696.459 habitants (Cens del 2010). Ioixkar-Olà és la capital i la ciutat més gran.
Mari-El, una de les repúbliques ètniques de Rússia, es va establir per als indígenes maris, una nació finesa que ha viscut tradicionalment al llarg dels rius Volga i Kama. Ètnicament, la població de la república es divideix entre russos (47,4%) i maris (43,9%), amb poblacions minoritàries de tàrtars i txuvaixos. Les llengües oficials són el rus i el mari. Mari-El limita amb l'Óblast de Nijni Nóvgorod a l'oest, l'Óblast de Kírov al nord, el Tatarstan a l'est i Txuvàixia al sud.

## Geografia

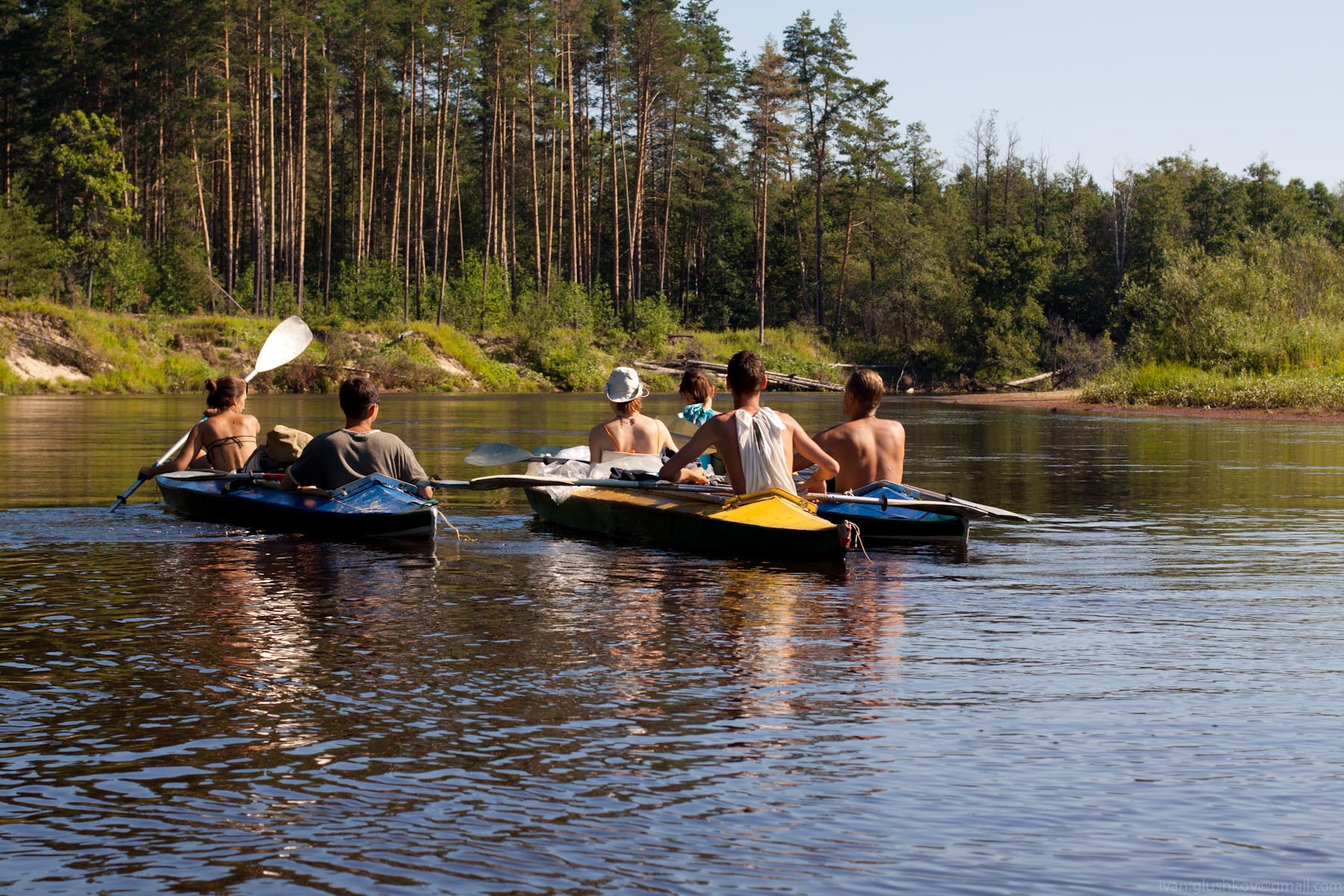
Riu Bolxaia Kokxaga

La República es troba a la part oriental de la plana d'Europa oriental de Rússia, al llarg i principalment al nord del riu Volga. La depressió pantanosa de Mari es troba a l'oest de la República, contrastada per paisatges més muntanyosos a l'est, on es troba el punt més alt de la República (a 278 metres). La República limita amb l'Óblast de Kírov al nord i l'est, la República de Tatarstan al sud-est i al sud, la República Txuvàixia al sud i amb l'óblast de Nijni Nóvgorod a l'oest i al nord.
Hi ha 476 rius de la República, sent el Volga i els seus afluents les principals artèries d'aigua. La majoria dels rius es consideren menors: 10–50 m d'ample i 0,5-1,4 m de profunditat, i normalment es congelen entre mitjans de novembre i mitjans d'abril. Hi ha més de 700 llacs i estanys; molts ubicats a zones pantanoses i tenen àrees de menys d'1 km² i profunditats d'1–3 m. El llac Iàltxik, que ocupa 150 ha, és el més gran per àrea, mentre que el llac Tabaxinskoie és el més profund. Els pantans cobreixen grans àrees: 10–70 km² i fins a 100 km² i solen congelar-se al desembre. Mentre que els pantans solen ser poc profunds, amb una profunditat mitjana de 0,5-1,5 m, són intransitables a la tardor i la primavera a causa de les inundacions.
El clima és moderadament continental, amb hiverns moderadament freds i nevats i estius càlids i sovint plujosos. Les temperatures mitjanes oscil·len entre 18-20 °C a l'estiu fins a -18–20 °C a l'hivern. Novembre és el mes més ventós de l'any. La precipitació anual oscil·la entre 450 i 500 mm.
Pràcticament no hi ha recursos naturals d'importància industrial a la República. Alguns inclouen torba, aigua minerals i pedra calcària. Prop del 50% del territori de la República és boscós, tot i que el nivell de boscos varia molt d'un districte a un altre.

## Història

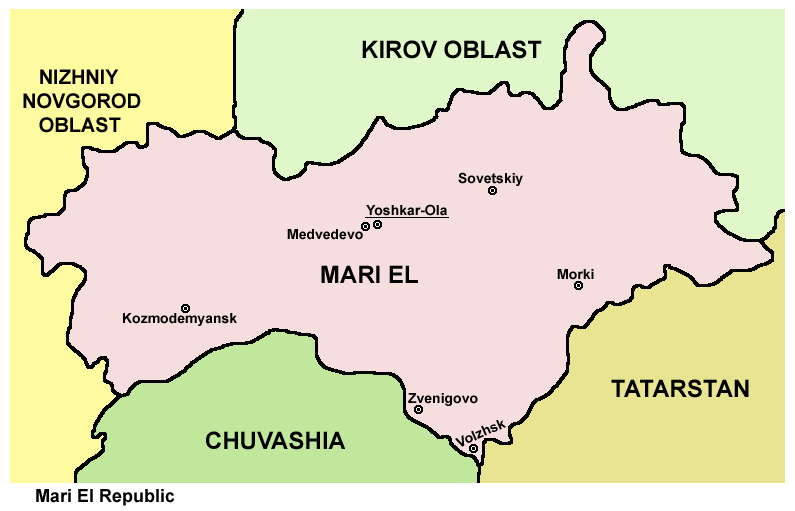
Mapa de la República de Mari-El.

Les troballes arqueològiques més antigues de la regió daten del Paleolític superior, i també hi ha nombrosos jaciments neolítics. Durant l'edat de bronze es produïren moltes migracions. Cap al I mil·lenni aC hi entrà l'edat de ferro, caracteritzada per la desintegració de les estructures del clan i la formació de les primers autoritats tribals, que sovint formaven aliances, tal com ho mostren els restes de les viles i tombes als turons.
Durant la Revolució de febrer del 1917 s'establiren soviets a Iurino, Tsarevokokxaisk i a Kozmodemiansk, el primer dominat pels bolxevics i els altres dos pels menxevics, durant abril i maig. Però quan els bolxevics dominaren Moscou, establiren el poder soviètic a Tsarevokokxaisk (5 de gener del 1918) i Kozmodemiansk (13 de gener del 1918), de manera que a mitjans del 1918 dominaren tot el territori, gràcies als oficis de M. F. Krasilnikov i P. T. Kotxetov. De febrer a abril del 1918, aconseguiren organitzar-se a Jatansk i Kozmodemiansk, però esclataren revoltes de nacionalistes maris, de russos blancs i de menxevics a Stepanovsk, Tsarevokokxaisk i Kniàjinsk, però foren aixafades per l'exèrcit Roig l'estiu del 1918.
El juliol del 1918 fou creada una secció mari del Comissariat del Poble per a Nacionalitats de la RFSS Russa. Del 20 al 24 de juliol del 1920, se celebraria a Kazan la Primera Conferència Russa de Comunistes Maris, i mercè a això, el 4 de novembre del 1920 el Comité Central Executiu de Tota Rússia i el Consell de Comissaris del Poble de Tota Rússia adoptaren per decret la formació de la Regió Autònoma dels Maris (Marijskaja Óblast), en bona part per evitar les tendències panfinlandistes amb els udmurts, komis i mordovians (els acusaven d'intentar crear l'estat de Biàrmia). La capital en serà Krasnokokxaisk (nou nom de Tsarevokokxaisk des de 1919 i que a partir 1927 s'anomenarà Ioixkar-Olà). Allí se celebraria el 20 de febrer del 1921 la Primera Conferència del Partit Comunista de l'Óblast mari.
Tanmateix, del 1929 al 1932 l'óblast autònom mari formà part del krai de Nijni Nóvgorod, que a parti de 1932 va anomenar-se krai de Gorki. Finalment, el 5 de desembre del 1936, assolí l'estatut de República Socialista Soviètica Autònoma, ratificat per la primera constitució del 21 de juny del 1937. El 1926 tenia 23.525 km² i 482.100 habitants, dels quals el 53% eren maris.
Durant el període del 1929 al 1940, s'hi construïren 45 empreses industrials i es col·lectivitzà l'economia, alhora que es produïa el desembarcament massiu d'enginyers, tècnics i treballadors qualificats russos, alhora que molts pagesos emigraven a les ciutats per treballar com a peons. El 1928, també es construí el primer ferrocarril al territori, de Zelenodolsk a Ioixkar-Olà, i es produí una forta industrialització, de manera que el 1941 el 94,2% de l'agricultura era col·lectivitzada.
Durant les purgues estalinistes, fou eliminada la major part dels càrrecs del partit, així com la major part dels escriptors (com Serguei Txavain, Vladímir Saví, Ólik Ipai, Xabdar Ósip i d'altres). Amb unes 15.000 persones assassinades (prop d'un 3% de la població), Mari-El fou particularment tocat durant el Gran Terror. Quan va esclatar la Segona Guerra Mundial (1941-1945), uns 14.000 soldats i 22.000 treballadors de la república foren condecorats per "patriotisme", i fou zona d'acolliment de treballadors i càrrecs comunistes de les repúbliques envaïdes, alhora que fou important per a la producció de fusta i indústria metal·lúrgica.
El 1959 els maris encara eren el 51% dels habitants de la república contra un 44% de russos, però des dels anys 70 s'està produint un procés d'immigració i assimilació que els ha deixats en minoria dins el seu propi país.
Durant els anys de la perestroika les reivindicacions dels maris s'han centrat en la recuperació de la seva llengua i de la seva cultura, així com en l'obtenció de més autonomia per a la república. Amb aquesta finalitat, el 1989 es va fundar l'associació Mari Ushem (Unió mari), que el 1990 promourà la fundació d'escoles maris i el renaixement de la religió ancestral; el mateix any, l'assemblea regional proclamà la sobirania de la república. Endemés, des del 1991 Mari-El és membre de l'UNPO (Unrepresented Nations and Peoples Organisation).

## Política

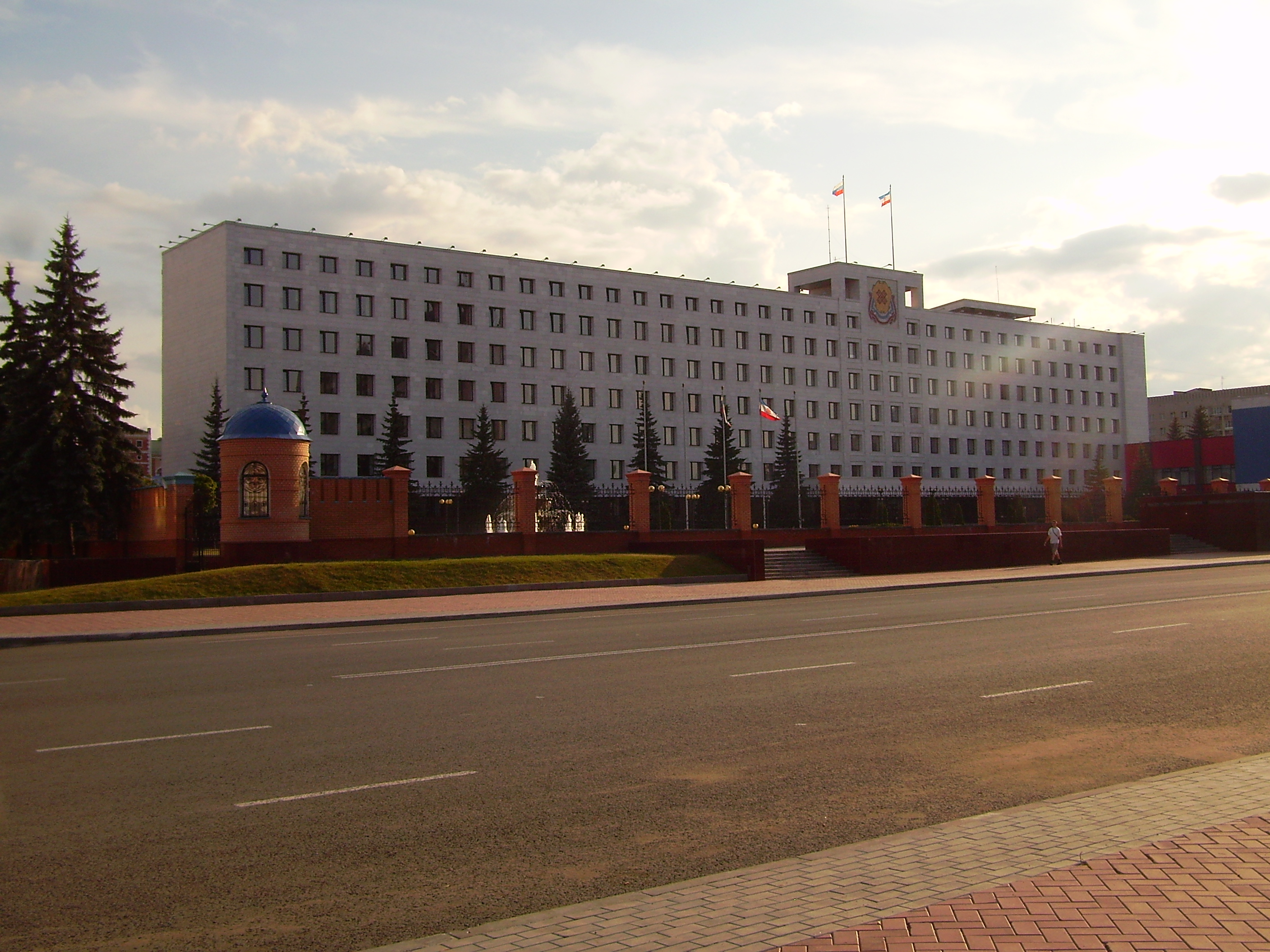
Edifici del govern de Mari-El.

El cap de la República Mari-El va passar a ser anomenat president, com en altres repúbliques, a principis dels anys 1990, però la legislació russa va prohibir aquesta apel·lació a mitjans dels anys 2010. Des de llavors, com a la resta de repúbliques russes, porta l'apel·lació de "cap". A partir de 2017, el cap és Alexander Ievstiféiev, que va ser nomenat l'abril de 2017.
El govern de Mari-El ha estat perseguint la russificació durant els darrers anys, amb l'antic cap de la república, Leonid Markélov, que va ordenar el tancament de molts diaris en llengua mari. Molts activistes maris viuen amb por per la violència. L'activista mari i redactor en cap Vladimir Kozlov va ser colpejat després de criticar el govern de Markélov. Altres líders de Mari-El han estat objecte de violència, persecució legal i intimidació.
La religió nativa del poble mari, basada en el culte a les forces de la natura, també s'ha trobat amb hostilitats. Vitali Tanakov va ser acusat d'incitar a l'odi religiós, nacional, social i lingüístic després de publicar el llibre The Priest Speaks.
La Federació Internacional de Hèlsinki per als Drets Humans (IHF) i el Grup de Hèlsinki de Moscou (MHG), en un informe exhaustiu de 2006 Federació Russa: La situació dels drets humans de la minoria mari de la República de Mari-El, van trobar proves generalitzades de persecució política i cultural del poble mari, i d'una tendència més àmplia de repressió dels dissidents a la república".

## Demografia
Població: 696.459 (cens 2010)

### Estadístiques vitals
Font: Servei d'Estadística de l'Estat Federal de Rússia Arxivat April 12, 2008, a Wayback Machine.
|      | Població mitjana (x 1000) | Naixements | Defuncions | Canvi natural | Taxa bruta de natalitat (per 1000) | Taxa bruta de mortalitat (per 1000) | Canvi natural (per 1000) | Taxes de Fertilitat |
| ---- | ------------------------- | ---------- | ---------- | ------------- | ---------------------------------- | ----------------------------------- | ------------------------ | ------------------- |
| 1970 | 686                       | 10,505     | 6,364      | 4,141         | 15.3                               | 9.3                                 | 6.0                      |                     |
| 1975 | 695                       | 11,816     | 7,190      | 4,626         | 17.0                               | 10.3                                | 6.7                      |                     |
| 1980 | 710                       | 13,169     | 8,091      | 5,078         | 18.5                               | 11.4                                | 7.2                      |                     |
| 1985 | 728                       | 14,198     | 8,529      | 5,669         | 19.5                               | 11.7                                | 7.8                      |                     |
| 1990 | 755                       | 11,953     | 7,775      | 4,178         | 15.8                               | 10.3                                | 5.5                      | 2,16                |
| 1991 | 756                       | 10,578     | 7,786      | 2,792         | 14.0                               | 10.3                                | 3.7                      | 1,97                |
| 1992 | 758                       | 9,227      | 8,330      | 897           | 12.2                               | 11.0                                | 1.2                      | 1,76                |
| 1993 | 758                       | 8,019      | 9,622      | - 1,603       | 10.6                               | 12.7                                | - 2.1                    | 1,56                |
| 1994 | 758                       | 7,851      | 10,788     | - 2,937       | 10.4                               | 14.2                                | - 3.9                    | 1,53                |
| 1995 | 757                       | 7,337      | 9,999      | - 2,662       | 9.7                                | 13.2                                | - 3.5                    | 1,43                |
| 1996 | 755                       | 6,952      | 9,495      | - 2,543       | 9.2                                | 12.6                                | - 3.4                    | 1,35                |
| 1997 | 752                       | 6,782      | 9,625      | - 2,843       | 9.0                                | 12.8                                | - 3.8                    | 1,32                |
| 1998 | 749                       | 6,657      | 9,623      | - 2,966       | 8.9                                | 12.8                                | - 4.0                    | 1,29                |
| 1999 | 746                       | 6,597      | 10,674     | - 4,077       | 8.8                                | 14.3                                | - 5.5                    | 1,28                |
| 2000 | 741                       | 6,784      | 11,040     | - 4,256       | 9.1                                | 14.9                                | - 5.7                    | 1,30                |
| 2001 | 736                       | 6,832      | 11,434     | - 4,602       | 9.3                                | 15.5                                | - 6.3                    | 1,30                |
| 2002 | 729                       | 7,300      | 12,105     | - 4,805       | 10.0                               | 16.6                                | - 6.6                    | 1,38                |
| 2003 | 723                       | 7,515      | 11,861     | - 4,346       | 10.4                               | 16.4                                | - 6.0                    | 1,40                |
| 2004 | 718                       | 7,715      | 12,098     | - 4,383       | 10.7                               | 16.9                                | - 6.1                    | 1,40                |
| 2005 | 713                       | 7,475      | 12,256     | - 4,781       | 10.5                               | 17.2                                | - 6.7                    | 1,34                |
| 2006 | 708                       | 7,550      | 11,286     | - 3,736       | 10.7                               | 15.9                                | - 5.3                    | 1,32                |
| 2007 | 704                       | 8,306      | 10,745     | - 2,439       | 11.8                               | 15.3                                | - 3.5                    | 1,45                |
| 2008 | 701                       | 8,620      | 10,699     | - 2,079       | 12.3                               | 15.3                                | - 3.0                    | 1,50                |
| 2009 | 699                       | 8,896      | 10,435     | - 1,539       | 12.7                               | 14.9                                | - 2.2                    | 1,60                |
| 2010 | 696                       | 8,857      | 10,572     | - 1,715       | 12.7                               | 15.2                                | - 2.5                    | 1,59                |
| 2011 | 694                       | 9,066      | 9,816      | - 750         | 13.0                               | 14.1                                | - 1.1                    | 1,66                |
| 2012 | 691                       | 9,834      | 9,449      | 385           | 14.2                               | 13.7                                | 0.5                      | 1,83                |
| 2013 | 689                       | 10,088     | 9,444      | 644           | 14.6                               | 13.7                                | 0.9                      | 1,93                |
| 2014 | 688                       | 10,081     | 9,411      | 670           | 14.7                               | 13.7                                | 1.0                      | 1,98                |
| 2015 | 687                       | 9,951      | 9,448      | 503           | 14.5                               | 13.7                                | 0.8                      | 1,99                |
| 2016 | 685                       | 9,567      | 9,025      | 542           | 13.9                               | 13.2                                | 0.7                      | 1,98                |
| 2017 | 683                       | 8,147      | 8,493      | -346          | 11.9                               | 12.4                                | -0.5                     | 1,75                |

Nota: Font de la taxa de fecunditat total.

### Grups ètnics

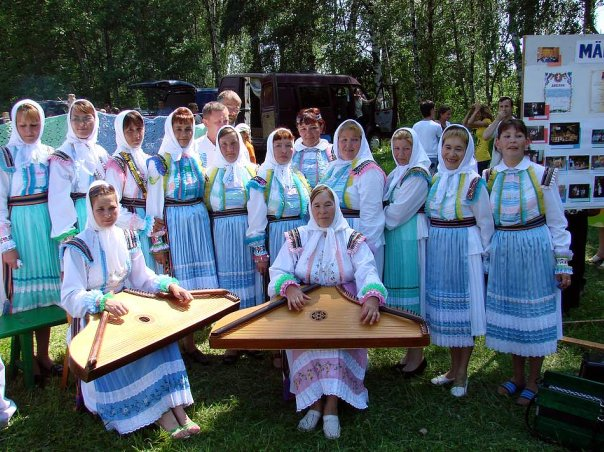
Els maris dels turons, que viuen principalment als districtes de Gornomariski, Kilemarski i Iúrino de la república.

Tot i que els maris viuen a la zona des de fa mil·lennis, no tenien un territori designat abans de la revolució russa de 1917. Segons el cens de 2021, només el 58,2% dels maris de Rússia viuen a la República de Mari-El, mentre que el 20,1% viuen a la República de Baixkortostan (formada per maris orientals, que van fugir a Baixkortostan per escapar de la persecució religiosa). Durant l'últim cens soviètic (1989), el 4% dels maris de la Unió Soviètica vivien fora de Rússia.
Des de la Segona Guerra Mundial, més russos i, en menor mesura, tàtars s'han traslladat a la zona. També hi ha hagut una certa assimilació de població d'origen mari, especialment fills i filles de pares d'origen ètnic divers, que, sobretot durant l'època soviètica, tenien tendència a identificar-se com a russos. Segons el cens de 2021, els russos representen el 52,5% de la població de la república (en comparació amb el 47,4% el 2010), mentre que els maris constitueixen el 40,1% (en comparació amb el 43,9%). Altres grups inclouen els tàrtars (4,8%), els txuvaixos (0,6%) i una sèrie de grups més petits, cadascun representant menys del 0,5% de la població total.
| Grup Ètnic | Cens de 1926 | Cens de 1926 | Cens de 1939 | Cens de 1939 | Cens de 1959 | Cens de 1959 | Cens de 1970 | Cens de 1970 | Cens de 1979 | Cens de 1979 | Cens de 1989 | Cens de 1989 | Cens de 2002 | Cens de 2002 | Cens de 2010 | Cens de 2010 | Cens de 2021 | Cens de 2021 |
| Grup Ètnic | Número       | %            | Número       | %            | Número       | %            | Número       | %            | Número       | %            | Número       | %            | Número       | %            | Número       | %            | Número       | %            |
| --- | ------------ | ------------ | ------------ | ------------ | ------------ | ------------ | ------------ | ------------ | ------------ | ------------ | ------------ | ------------ | ------------ | ------------ | ------------ | ------------ | ------------ | ------------ |
| Maris | 247.979      | 51,4%        | 273.332      | 47,2%        | 279.450      | 43,1%        | 299.179      | 43,7%        | 306.627      | 43,5%        | 324.349      | 43,3%        | 312.178      | 42,9%        | 290.863      | 43,9%        | 246.560      | 40,1%        |
| Russos | 210.016      | 43,6%        | 266.951      | 46,1%        | 309.514      | 47,8%        | 320.825      | 46,9%        | 334.561      | 47,5%        | 355.973      | 47,5%        | 345.513      | 47,5%        | 313.947      | 47,4%        | 322.932      | 52,5%        |
| Tàrtars | 20.219       | 4,2%         | 27.149       | 4,7%         | 38.821       | 6,0%         | 40.279       | 5,9%         | 40.917       | 5,8%         | 43.850       | 5,9%         | 43.377       | 6,0%         | 38.357       | 5,8%         | 29.317       | 4,8%         |
| Txuvaix | 2.184        | 0,5%         | 5.504        | 0,9%         | 9.065        | 1,4%         | 9.032        | 1,3%         | 8.087        | 1,1%         | 8.993        | 1,2%         | 7.418        | 1,0%         | 6.025        | 0,9%         | 3.656        | 0,6%         |
| Altres | 1.703        | 0,4%         | 6.674        | 1,2%         | 10.830       | 1,7%         | 15.433       | 2,3%         | 14.015       | 2,0%         | 16.167       | 2,2%         | 19.943       | 2,7%         | 13.138       | 2,0%         | 12.494       | 2,0%         |
| 1 62.138 persones estaven registrades a partir de bases de dades administratives, i no podien declarar una ètnia. S'estima que la proporció d'ètnies d'aquest grup és la mateixa que la del grup declarat. |              |              |              |              |              |              |              |              |              |              |              |              |              |              |              |              |              |              |

### Religió

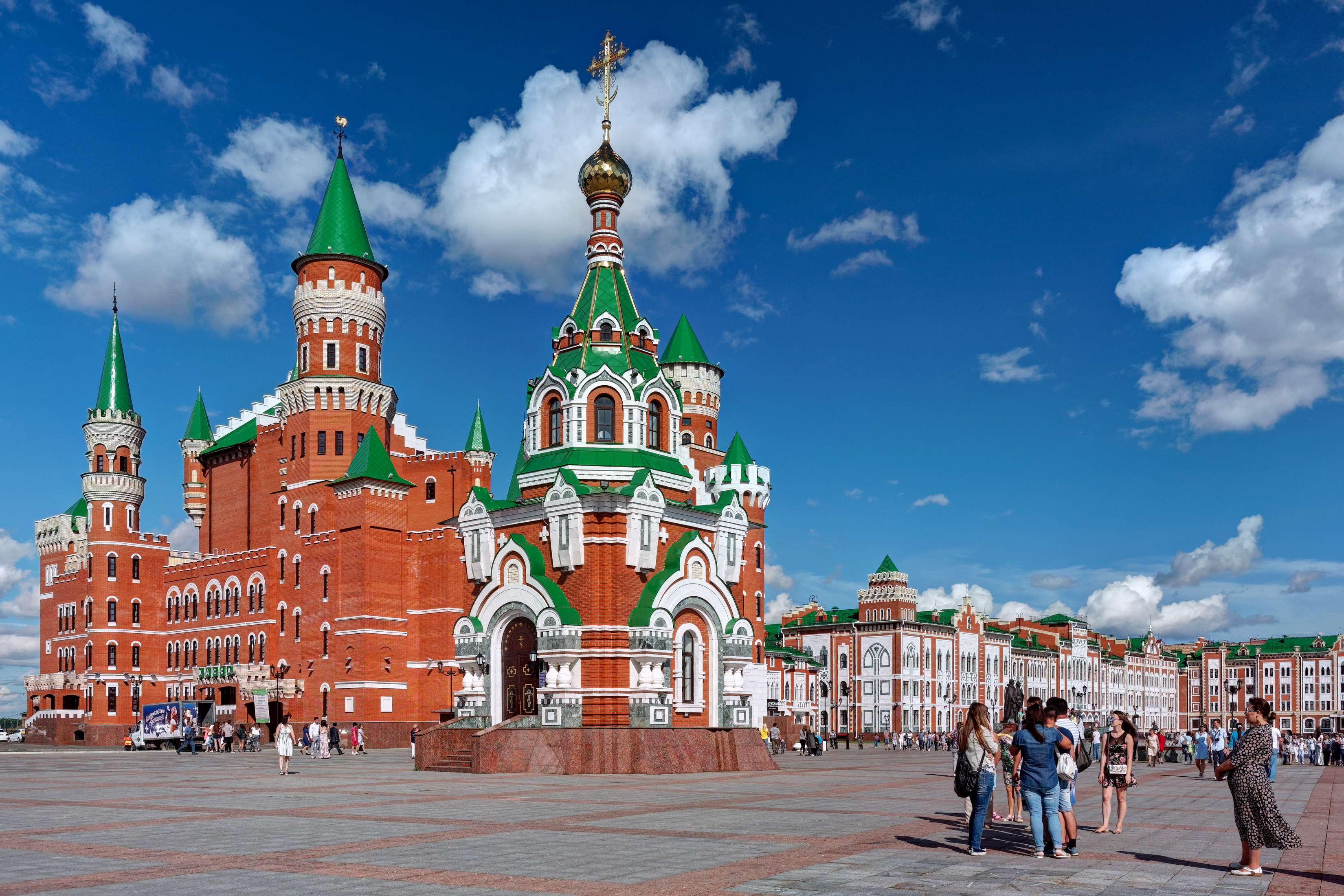
Església ortodoxa d'Ioxkar-Olà

Les religions amb més adeptes a la república són l'ortodòxia russa, la religió nativa mari, els antics creients i l'islam. La religió tradicional mari (Chimari yula) encara és practicada avui per molts maris i és la religió principal dels maris de Baixkortostan; també es practica un sincretisme amb el cristianisme. Els tsars van prendre mesures dràstiques per forçar el cristianisme als maris, arribant fins a fer volar una muntanya santa, i la persecució de la religió va continuar sota la Unió Soviètica.
Durant la dècada de 1990 la religió va ser reconeguda oficialment per l'Estat i va començar a reviure. Els practicants es reuneixen en uns 520 arbres sagrats, on ofereixen sacrificis d'animals i vegetals. Hi ha unes 20 festes anuals. Tot i que la religió tradicional és una de les tres religions reconegudes oficialment de Mari-El (juntament amb l'ortodòxia i l'islam), les pràctiques religioses han patit una pressió creixent, segons els grups de drets humans.

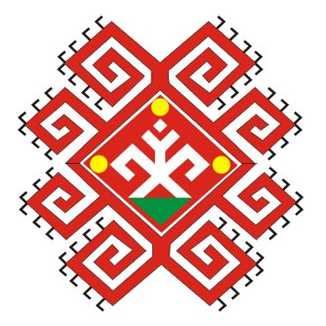
Símbol utilitzat pels seguidors de la Religió Nativa Mari.

Segons una enquesta de 2012, el 47,8% de la població de Mari-El s'adhereix a l'Església Ortodoxa Russa, el 6-15% s'adhereix a la religió nativa de Mari, el 6% s'adhereix a l'Islam, el 4% són cristians genèrics no afiliats, l'1% són vells creients i l'1% són creients cristians ortodoxos sense afiliació a l'església o membres d'altres esglésies ortodoxes. A més, el 25% de la població és "espiritual però no religiosa", el 6% és ateu i el 4,2% segueix altres religions o no ha contestat la pregunta.

## Economia
Les indústries més desenvolupades són la construcció de maquinària, la metal·lúrgia, la fusta, la fusta i les indústries alimentàries. La majoria de les empreses industrials es troben a la capital Ioxkar-Olà, així com a les ciutats de Kozmodemiansk, Voljsk i Zvenígovo.

## Cultura

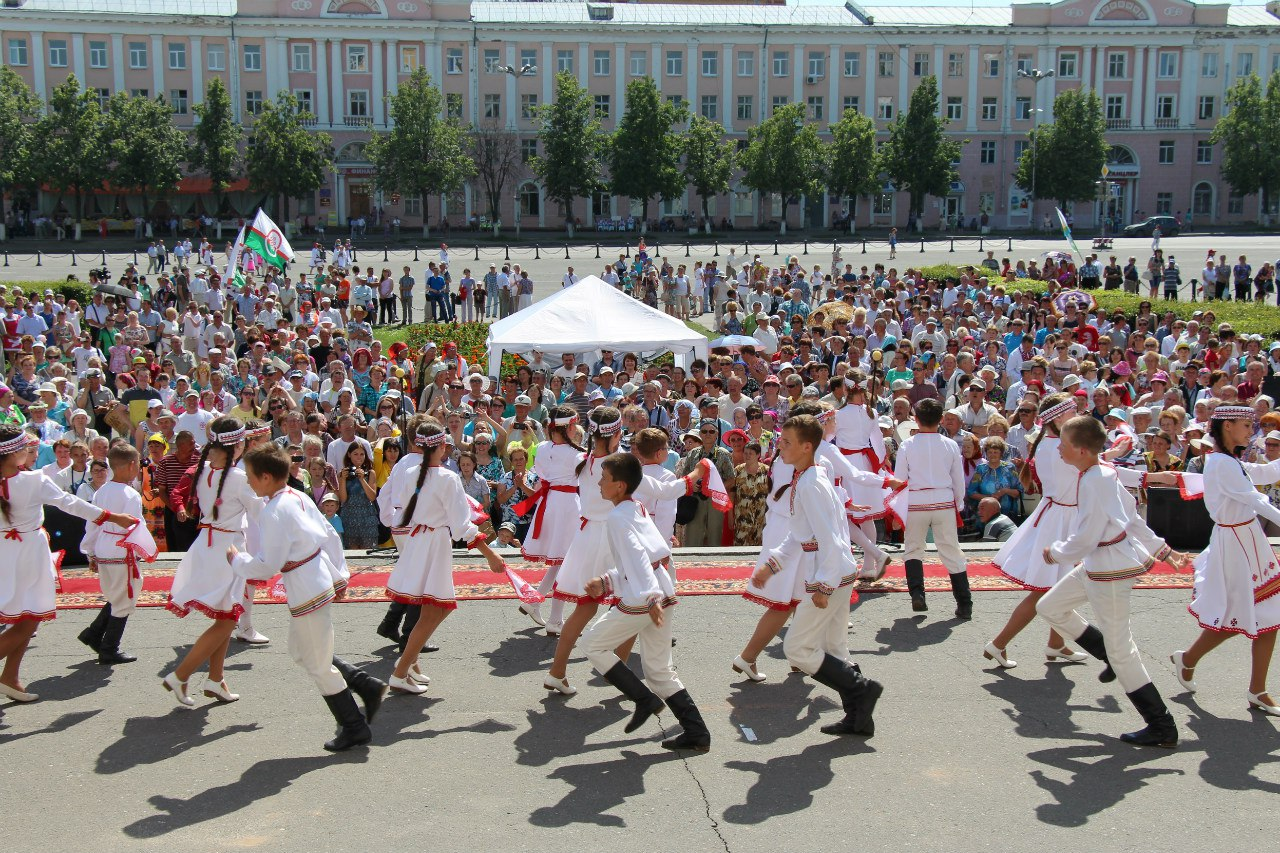
Maris a Ioxkar-Olà

Hi ha molts museus situats a tot el territori de la república. Els més grans inclouen el Museu Nacional, el Museu d'Història i el Museu de Belles Arts d'Ioxkar-Olà; el Museu d'Arts i Història, el Museu Etnogràfic a l'Aire Liure i el Museu de la Vida Mercantil de Kozmodemiansk; i el Museu-reserva del Castell de Xeremétiev a Iúrino. També hi ha museus dedicats al poeta Nikolai Mukhin i al compositor Ivan Kliútxnikov-Palantai a Ioxkar-Olà i la casa-museu de l'escriptor Serguei Txavain a Txavainur.

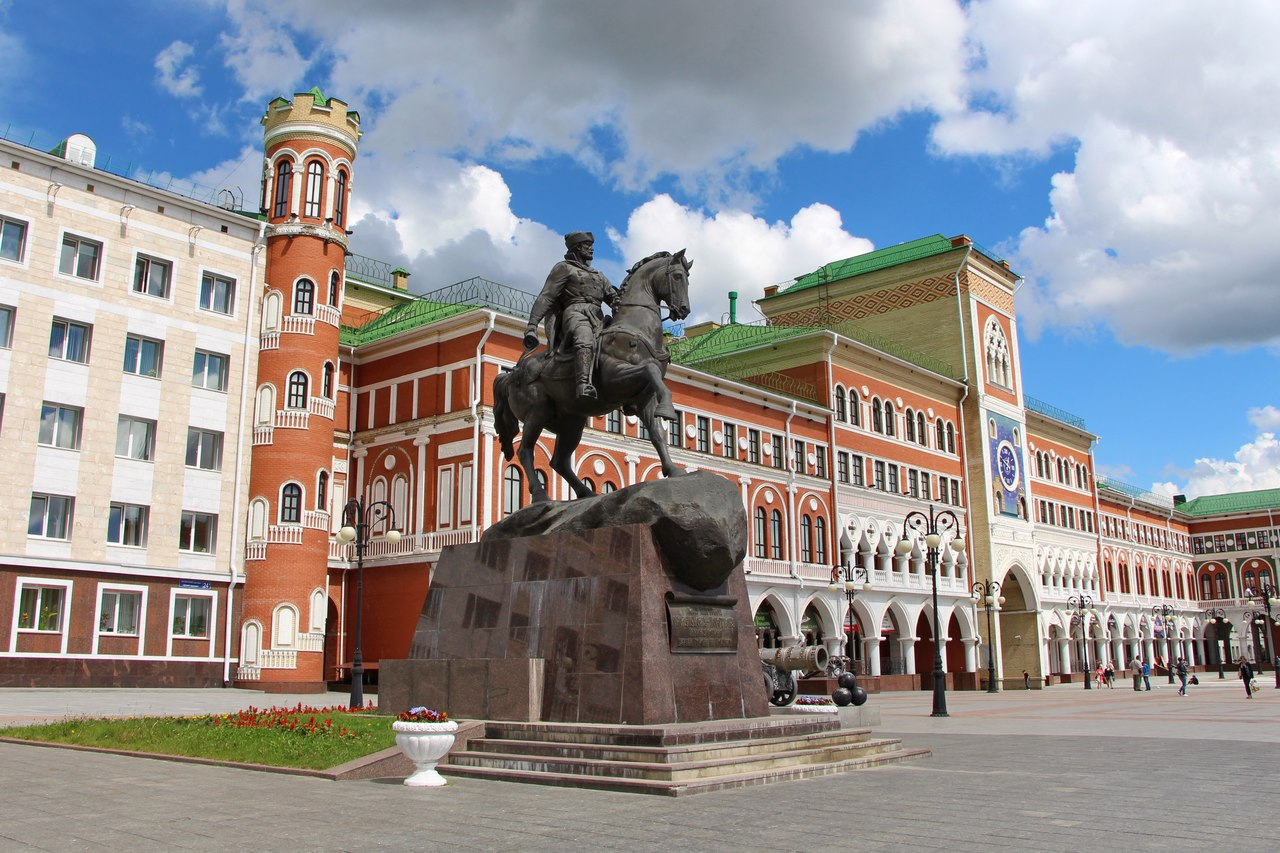
Museu Nacional d'Art de la República de Mari-El

A Ioxkar-Olà es troben cinc teatres amb actuacions tant en rus com en mari.